# Amata basigera
Amata basigera är en fjärilsart som beskrevs av Walker. Amata basigera ingår i släktet Amata och familjen björnspinnare. Inga underarter finns listade i Catalogue of Life.